# Bombus fernaldae
Bombus fernaldae (saknar svenskt namn) är en insekt i överfamiljen bin (Apoidea) och släktet humlor (Bombus) som lever i Nordamerika. Den är en snylthumla som saknar arbetare. 

## Taxonomi
Arten har länge ansetts vara en självständig art, men på basis av DNA-analys har vissa forskare föreslagit att den bör betraktas som en synonym till lappsnylthumla (Bombus flavidus). Bland annat Integrated Taxonomic Information System (ITIS) bibehåller emellertid den gamla artindelningen, och betraktar fortfarande Bombus fernaldae som en separat, nordmerikansk art.. I den här artikeln bibehålles tills vidare denna indelning.

## Beskrivning
Huvudet på denna korttungade humla har gul till beige päls på ovansidan och är svart i övrigt. Mellankroppen är i huvudsak klädd i gul päls. Mellan vingfästena har den en svart fläck som ibland kan vara förlängd till ett band. Hos vissa hanar är endast fläcken svart, och själva bandet gråbrunt. Det finns även honor som har hela bakre delen av mellankroppen svart. Den första tergiten är gul hos hanarna, vanligtvis svart hos honorna, även om dessa också kan ha en gul första tergit. De två följande tergiterna är svarta, den tredje kan dock ha gula (hos hanen gråbruna) kanter. Tergit 4 är alltid gul till beige och tergit 5 svarthårig. Hos honorna är tergit 6 (den sista) kal, svart och nedåtböjd. Hanens två sista bakkroppssegment, tergit 6 och 7, är orangefärgade. Bakkroppen kan också ha diverse gråbruna fläckar. Honan är 14 till 17 mm lång. Hanen är mellan 13 och 15 mm lång.

## Ekologi
Habitatet utgörs av kalltempererade skogar på högre höjder.
Arten är en snylthumla, och saknar arbetare. Honan tränger in i ett bo av någon annan art, ofta i undersläktet Pyrobombus, men även arterna Bombus (Cullumanobombus) rufocinctus, Bombus (Bombus) occidentalis och Bombus (Subterraneobombus) appositus, dödar drottningen och tvingar arbetarna i det övertagna boet att föda upp sin egen avkomma.
Arten besöker bland annat korgblommiga växter som astersläktet, korsörtssläktet och tistlar, ärtväxter som klövrar, samt rosväxter som fingerörtssläktet, Chamaebatia) och hallonsläktet. 

## Utbredning
Bombus fernaldae finns på stora delar av den nordamerikanska subkontinenten från östra Alaska, över nordvästra delen av Kanada (och mer sparsamt i väster) österut till New Brunswick och söderöver längs Appalacherna till Kalifornien, Nevada, nordligaste New Mexico och South Carolina. Trots den vidsträckta utbredningen är den inte särskilt vanlig.